# Мезењ
Мезењ (рус. Мезень) град је у Русији у Архангелској области. Према попису становништва из 2010. у граду је живело 3575 становника.

## Становништво
| 1939. | 1959. | 1970. | 1979. | 1989. | 2002. | 2010. |
| ----- | ----- | ----- | ----- | ----- | ----- | ----- |
| 3.900 | 4.077 | 4.236 | 4.812 | 4.868 | 3.863 | 3.575 |